# Protonemura aculeata
Protonemura aculeata är en bäcksländeart som beskrevs av Günther Theischinger 1976. Protonemura aculeata ingår i släktet Protonemura och familjen kryssbäcksländor. Inga underarter finns listade i Catalogue of Life.